# コマンダンテ級哨戒艦
コマンダンテ級哨戒艦（イタリア語: Classe Comandanti、英: Commandante class Patrol Ships）は、イタリア海軍の哨戒艦（OPV）の艦級。計画名からNUMC（伊: Nuove Unità Minori Combattenti、新型小型戦闘艦）とも称される。

## 来歴
イタリア海軍では、1987年から1992年にかけてカシオペア級哨戒艦4隻を建造・就役させた。当初計画ではさらに4隻の建造が検討されていたが、これらは1991年にキャンセルされ、新設計の艦として建造されることとなった。これによって建造されたのが本級である。1998年12月、1隻あたり1億400万ドルの予算で4隻が発注された。

## 設計

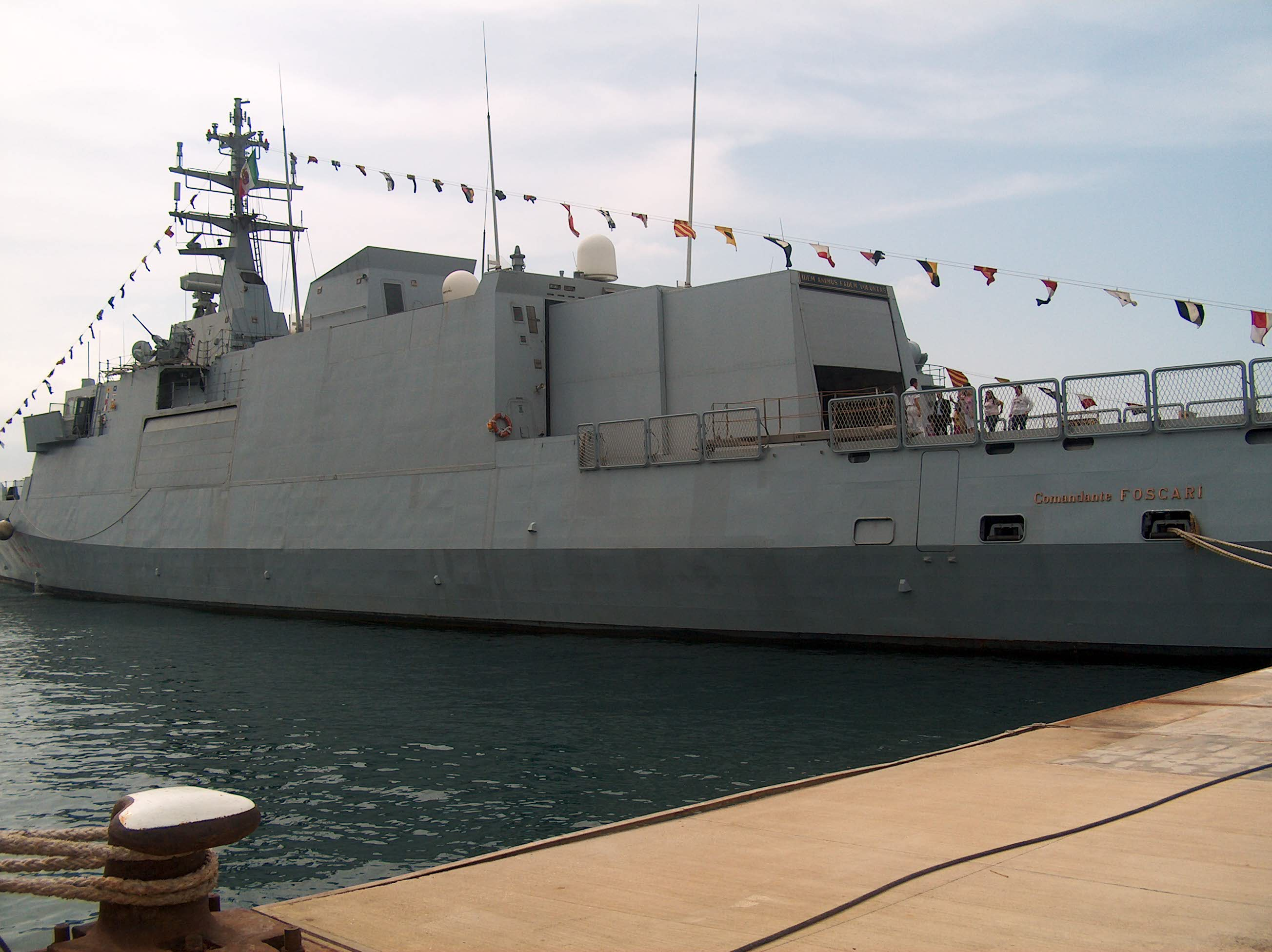
後方からの艦影

ステルス性を考慮して設計されたステルス艦であり、特に「コマンダンテ・フォスカリ」は上部構造物にガラス繊維強化プラスチック（GFRP）を採用した。船体後部には、カシオペア級と同様に入れ子式のハンガーが設置されており、小型/中型ヘリコプターを1機収容できる。兵装は砲熕兵器に限定されており、前甲板に主砲としてオート・メラーラ社製コンパット76mm単装速射砲が1基、前部上構の両舷側にエリコンKBA 25mm機関砲が1基ずつ設置されている。なお76mm単装速射砲および方位盤については、退役したスパルヴィエロ級ミサイル艇のものが流用されているが、「コマンダンテ・フォスカリ」は、誘導砲弾による新型の近接防空システムであるSTRALESの運用試験のため、主砲を射撃指揮レーダーが内蔵された新型のスーパー・ラピッド砲に換装している。

## 配備
いずれも第1哨戒戦隊司令部（COMSQUAPAT1）に配備されており、領海・排他的経済水域の警備を主任務としている。
またのちに、運輸省向けの準同型艦として、NUPA（伊: Nuove Unità di Pattugliamento d'Altura）計画のもと、シリオ級（イタリア語: Classe Sirio）も建造された。主機関はより低出力のものに変更され、主砲を省き、ステルス化設計も廃されている。ただし乗員は海軍軍人であり、また指揮系統上も第2哨戒戦隊司令部（COMSQUAPAT2）に属している。
| 計画 | #    | 艦名                                                         | 起工      | 就役      |
| ---- | ---- | ------------------------------------------------------------ | --------- | --------- |
| NUMC | P490 | コマンダンテ・シガーラ・フルゴーシ Comandante Cigala Fulgosi | 1999年6月 | 2004年1月 |
| NUMC | P491 | コマンダンテ・ボルシーニ Comandante Borsini                  | 1999年7月 | 2004年1月 |
| NUMC | P492 | コマンダンテ・ベティッカ Comandante Bettica                  | 2000年3月 | 2004年1月 |
| NUMC | P493 | コマンダンテ・フォスカリ Comandante Foscari                  | 2000年9月 | 2004年1月 |
| NUPA | P409 | シリオ Sirio                                                 | 2002年5月 | 2003年5月 |
| NUPA | P410 | オリオーネ Orione                                            | 2002年7月 | 2003年8月 |